# Walter Buhle
Walter Buhle, nemški general, * 26. oktober 1894, † 28. december 1959.